# Barcos e Santa Leocádia
Barcos e Santa Leocádia (oficialmente: União das Freguesias de Barcos e Santa Leocádia) é uma freguesia portuguesa do município de Tabuaço, com 15,21 km² de área e 625 habitantes (censo de 2021). A sua densidade populacional é 41,1 hab./km².

## História
Foi criada aquando da reorganização administrativa de 2012/2013, resultando da agregação das antigas freguesias de Barcos e Santa Leocádia.

## Demografia
A população registada nos censos foi:
| Distribuição da População por Grupos Etários | Distribuição da População por Grupos Etários | Distribuição da População por Grupos Etários | Distribuição da População por Grupos Etários | Distribuição da População por Grupos Etários | Distribuição da População por Grupos Etários |
| -------------------------------------------- | -------------------------------------------- | -------------------------------------------- | -------------------------------------------- | -------------------------------------------- | -------------------------------------------- |
| Antes da agregação                           |                                              |                                              |                                              |                                              |                                              |
| Ano                                          | 0-14 anos                                    | 15-24 anos                                   | 25-64 anos                                   | >= 65 anos                                   | Total                                        |
| 2001                                         | 129                                          | 109                                          | 372                                          | 182                                          | 792                                          |
| 2011                                         | 96                                           | 80                                           | 339                                          | 195                                          | 710                                          |
| Após a agregação                             |                                              |                                              |                                              |                                              |                                              |
| Ano                                          | 0-14 anos                                    | 15-24 anos                                   | 25-64 anos                                   | >= 65 anos                                   | Total                                        |
| 2021                                         | 60                                           | 56                                           | 298                                          | 211                                          | 625                                          |